# Perisphinctes
Perisphinctes è un mollusco cefalopode estinto appartenente alle ammoniti. Visse nel Giurassico superiore (172-149 milioni di anni fa), e i suoi resti fossili si rinvengono in tutti i continenti.

## Descrizione
L'aspetto della conchiglia di questa ammonite è abbastanza convenzionale: planispirale (avvolta in una spirale piana), simmetrica, serpenticona (a forma di serpente arrotolato, con scarso ricoprimento dei giri). 

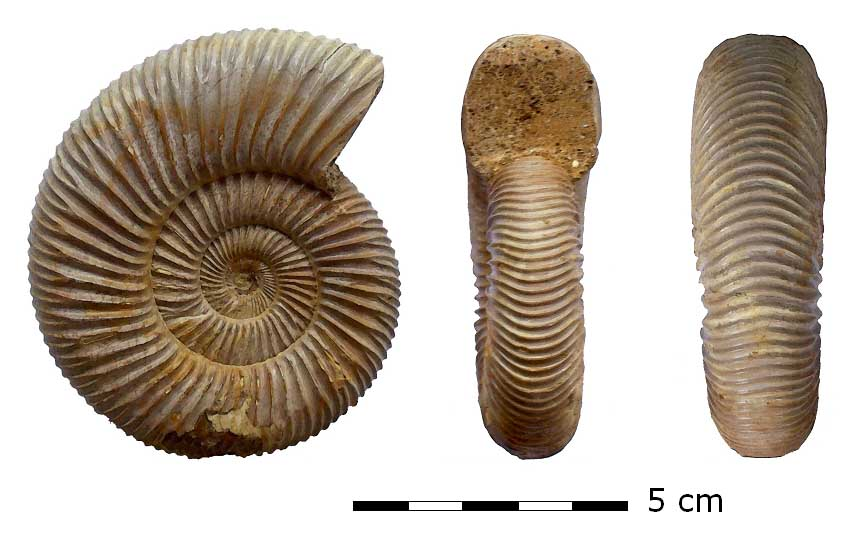
Perisphinctes (Prososphinctes) virguloides (Waagen). Esemplare dal Giurassico superiore (Oxfordiano-Kimmeridgiano) del Madagascar

Ad ogni stadio di crescita, la conchiglia presenta una sezione sub-quadrata con spigoli arrotondati; l'ombelico è molto ampio ma poco profondo. L'ornamentazione è costituita da numerose coste spigolose e leggermente proverse (arcuate in avanti, cioè nella direzione dell'apertura). In prossimità del ventre, le coste si biforcano, attraversando la regione ventrale senza soluzione di continuità (non sono presenti carene o solchi ventrali). In talune specie, nello stadio maturo (e in generale nelle macroconche) l'ornamentazione si semplifica e le coste possono divenire più rade, semplici e arrotondate. Nelle forme giovanili sono invece presenti costrizioni (strozzature) irregolari lungo la spirale della conchiglia. La linea di sutura (cioè la linea di inserzione dei setti sulla parete della conchiglia) è di tipo ammonitico, piuttosto complessa, con elementi poco numerosi ma molto frastagliati. Il diametro della conchiglia delle forme adulte è mediamente intorno ai 7 centimetri (può variare a seconda delle specie), anche se si rinvengono esemplari fino ad oltre 20 centimetri.
Una delle specie più note era Perisphinctes plicatilis.

## Habitat
Si pensa che Perisphinctes vivesse in acque poco profonde, nella parte interna della piattaforma continentale e in mari epicontinentali interni, come tutte le forme appartenenti alla stessa famiglia (Perisphinctidae). Questa ammonite era una forma cosmopolita, diffusa nelle acque temperato-calde di tutto il mondo.